# Европейский маршрут E15
Европейский маршрут Е15 — европейский автомобильный маршрут категории А, соединяющий Инвернесс (Великобритания) на севере и Альхесирас (Испания) на юге. Длина маршрута — 3610 км.

## Города, через которые проходит маршрут
Маршрут Е15 проходит через три европейские страны и включает паромную переправу из Дувра в Кале.
- Великобритания (1040 км): Инвернесс — Перт — Эдинбург — Ньюкасл — Лондон — Фолкстон — Дувр — паром —
- Франция (1250 км): Кале — Париж — Лион — Оранж — Нарбонна —
- Испания (1320 км): Жирона — Барселона — Таррагона — Кастельон-де-ла-Плана — Валенсия — Аликанте — Мурсия — Альмерия —  Малага — Альхесирас

Е15 связан с маршрутами
| - E16 - E18 - E20 - E22 - E13 - E30 |  | - E402 - E40 - E17 - E19 - E44 - E50 |  | - E05 - E54 - E60 - E21 - E601 - E62 |  | - E70 - E713 - E714 - E80 - E11 - E09 |  | - E90 - E901 - E902 - E25 |

## Фотографии

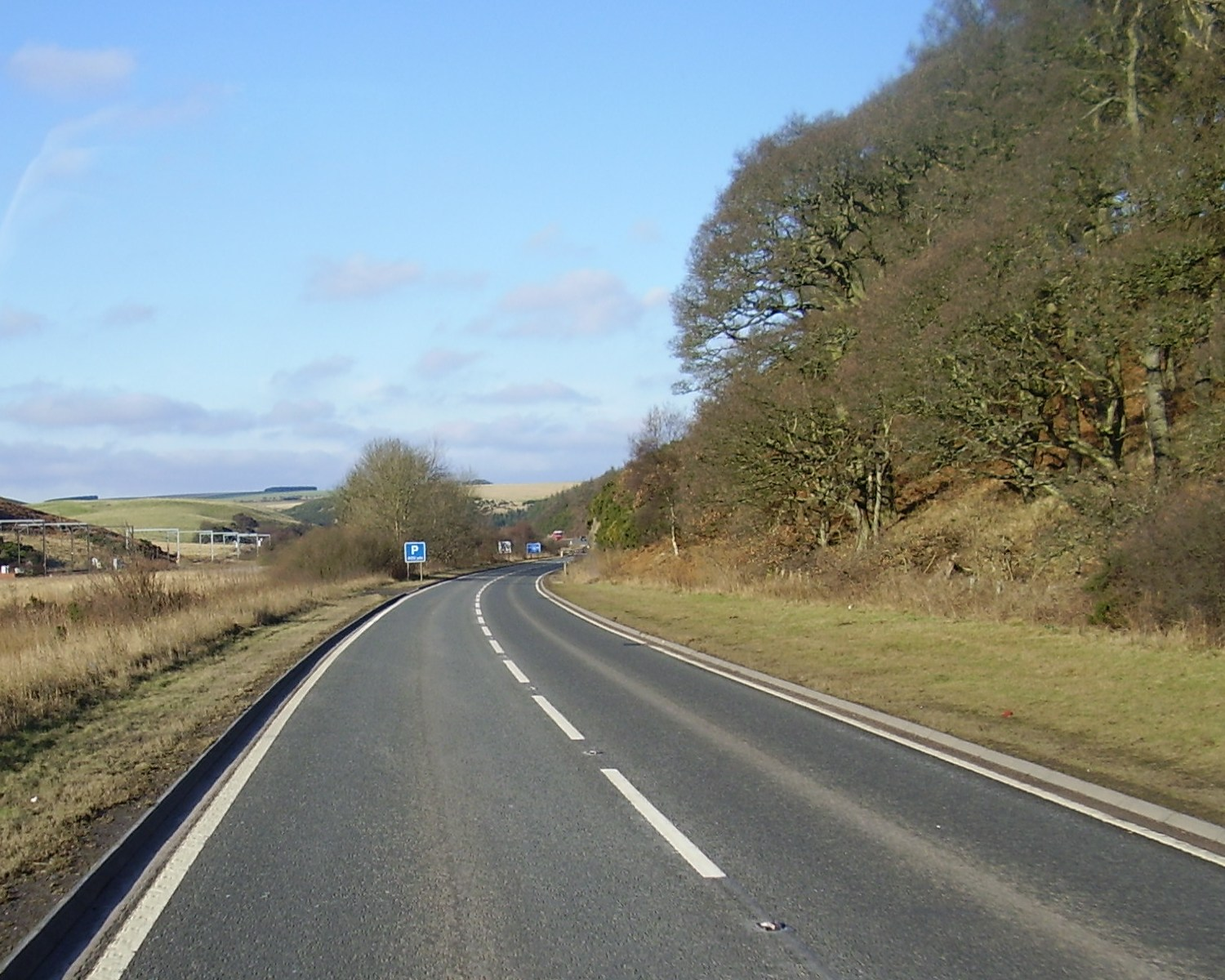
Е15 в Шотландии
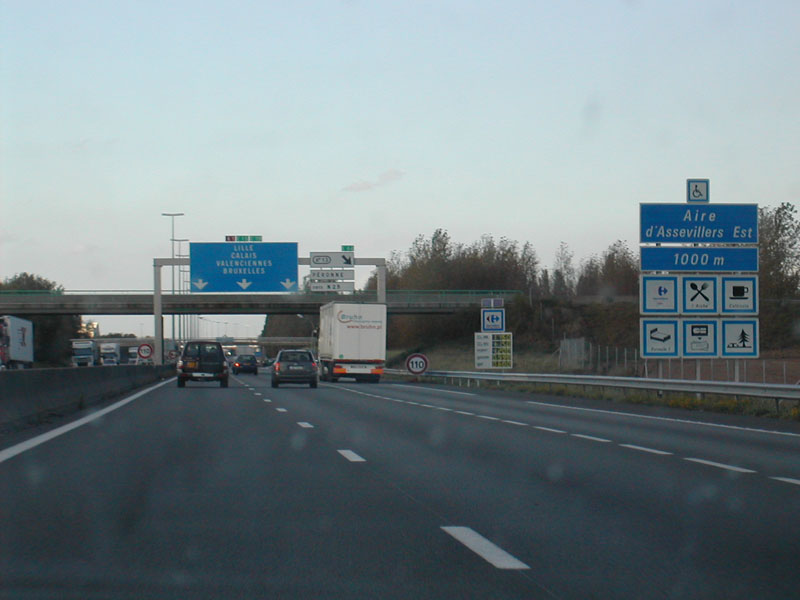
Е15 во Франции
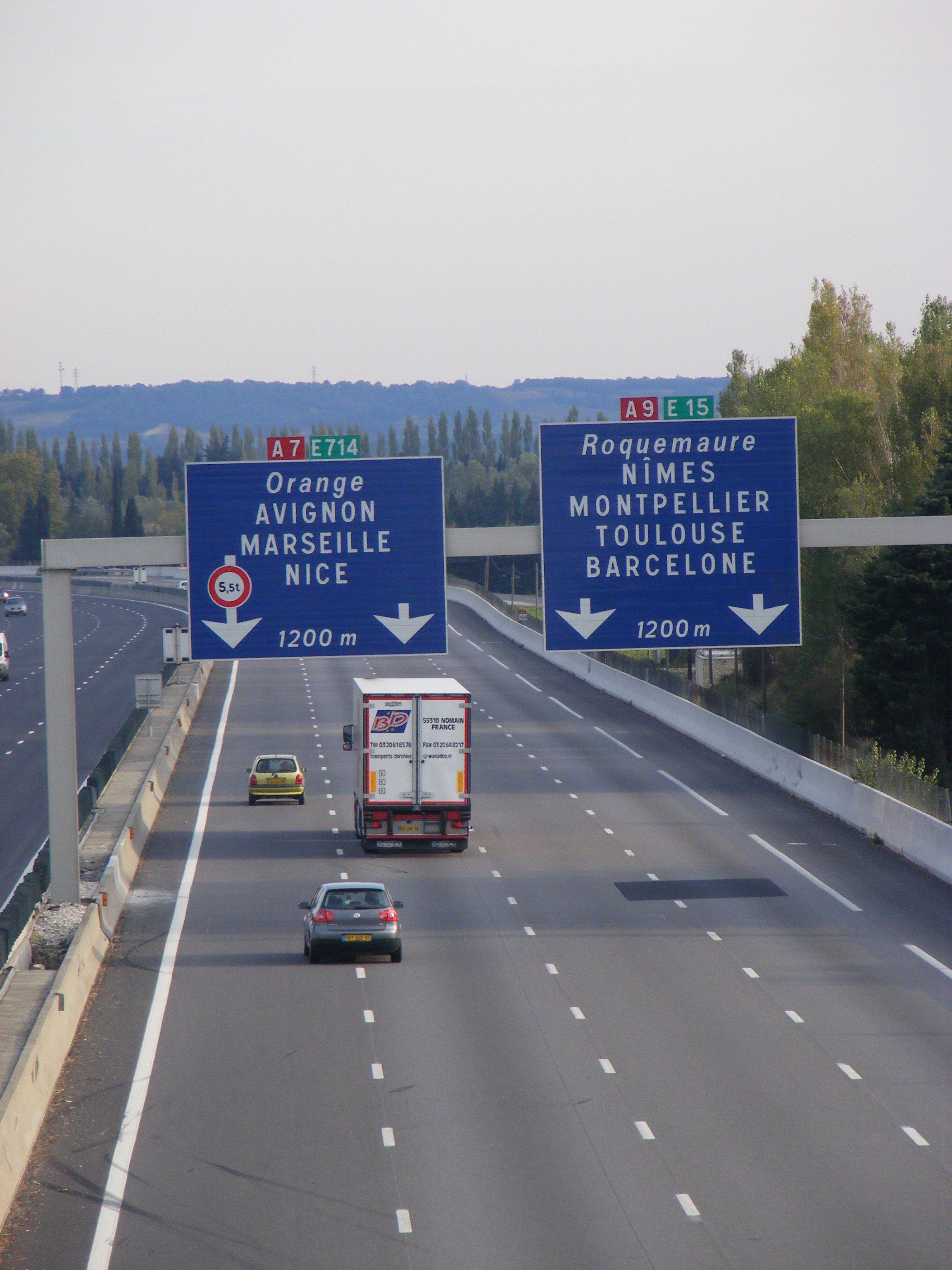
Е15 во Франции
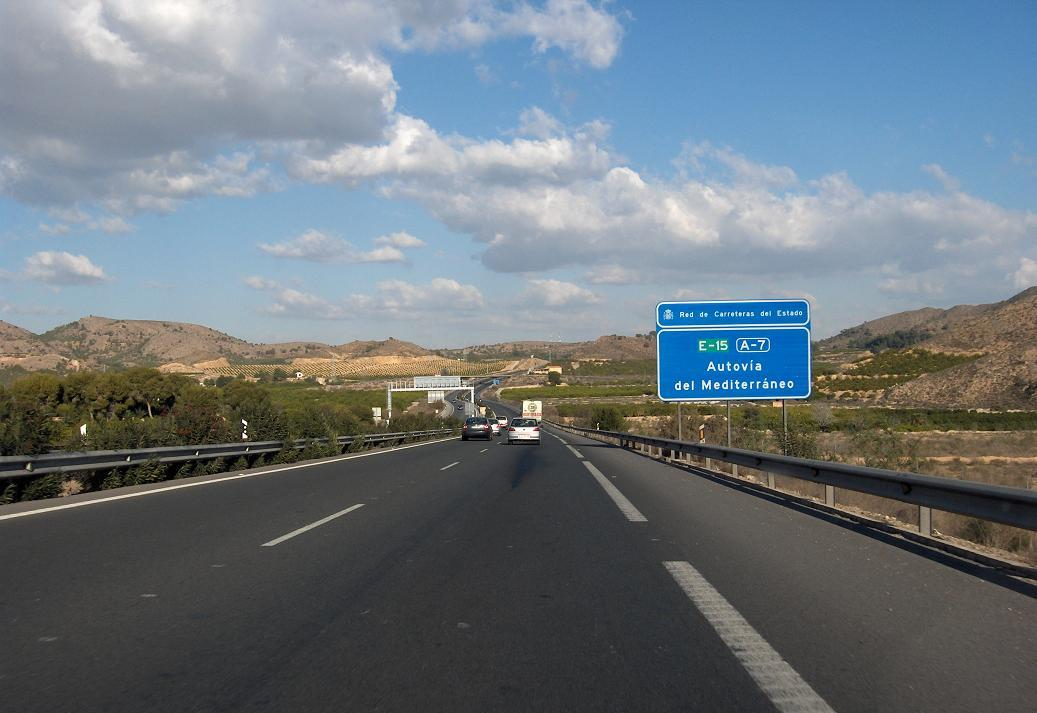
Е15 в Испании
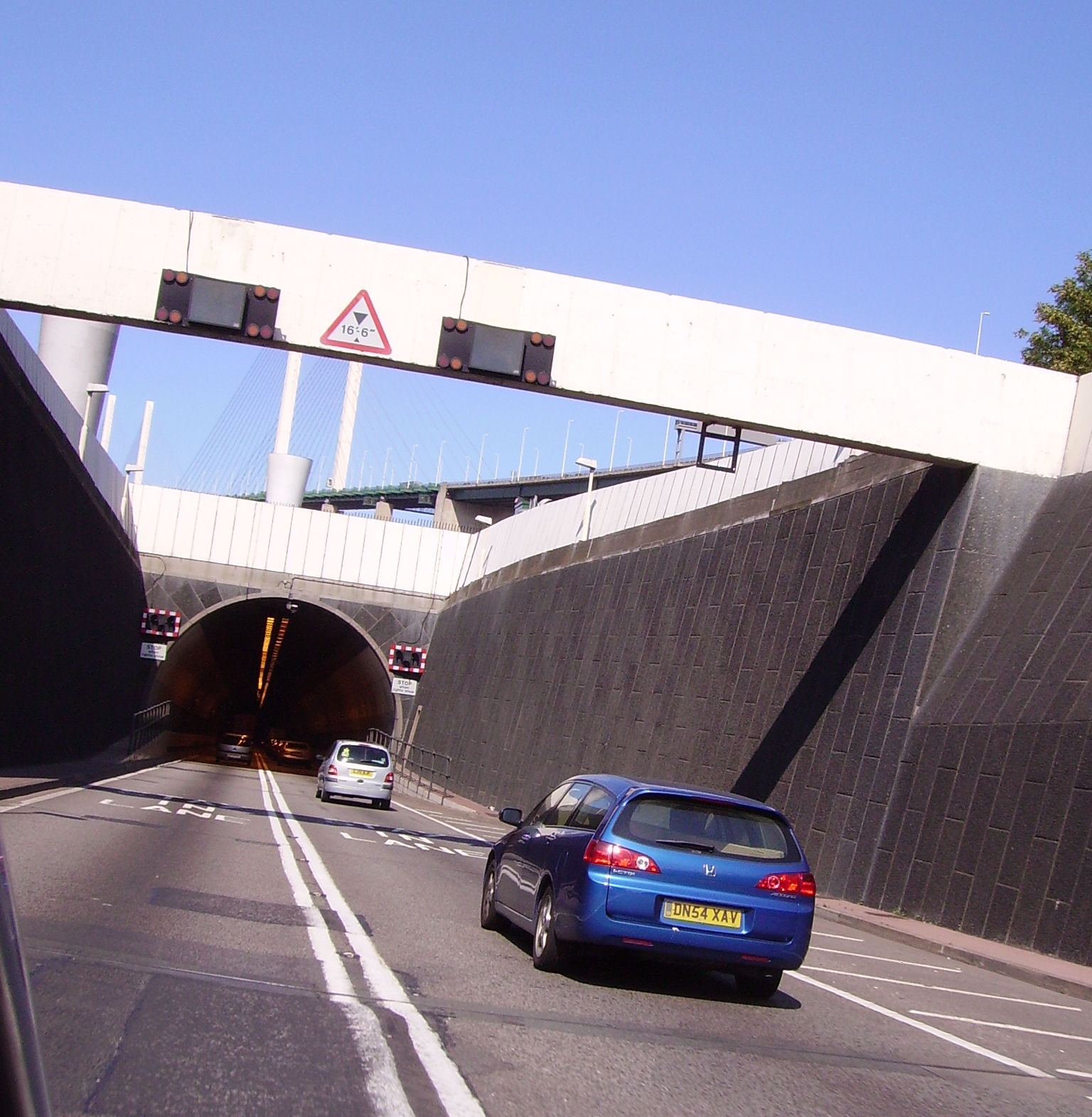
Тоннель в Лондоне
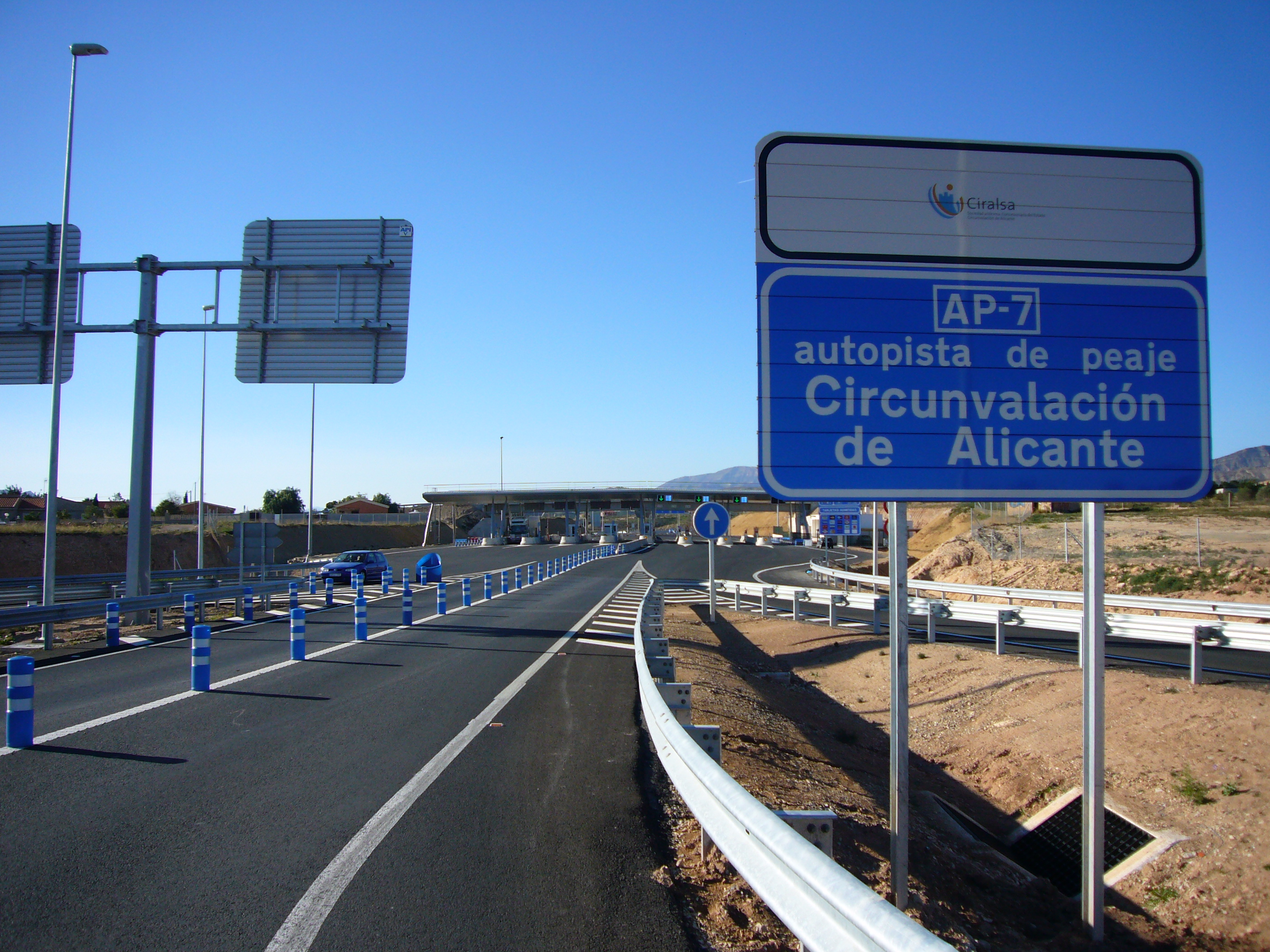
Е15 в Аликанте
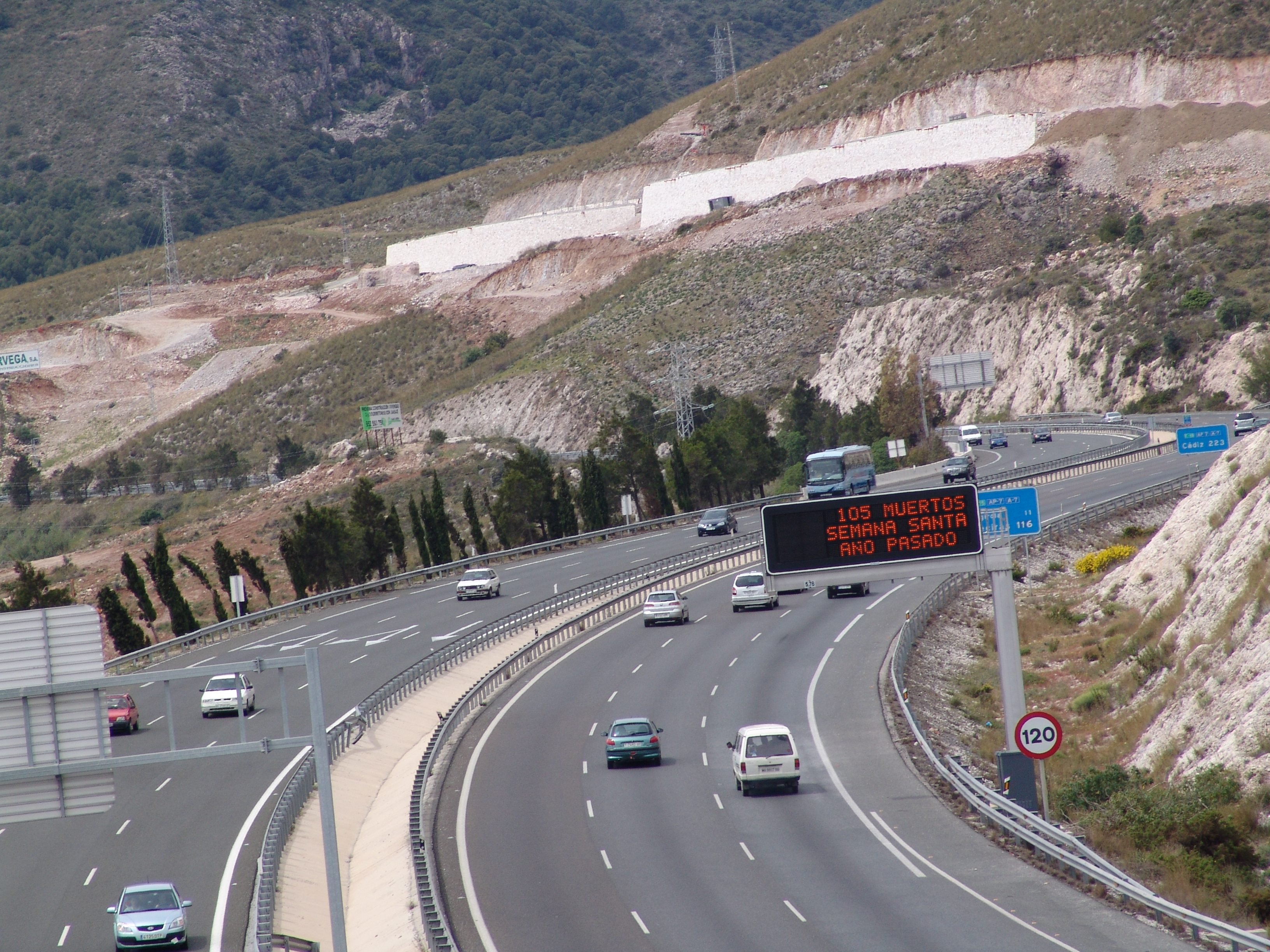
Е15 в Малаге